# Storvisttjärnarna (Malå socken, Lappland, 724810-165134)
Storvisttjärnarna är en sjö i Malå kommun i Lappland och ingår i Skellefteälvens huvudavrinningsområde.